# Менегин, Дино
Дино Менегин (итал. Dino Meneghin; 18 января 1950, Алано-ди-Пьяве) — итальянский баскетболист, игравший на позиции центрового. Он провёл долгую и успешную карьеру, выступая за клубы «Варезе», «Олимпия Милан» и «Триест». На профессиональном уровне он начал выступать в 16 лет, а завершил выступления в 44, в общей сложности проведя 28 сезонов в чемпионате Италии, что является рекордом. Менегин стал одним из первых европейцев, выбранных на драфте НБА — права на него в 1970 году заполучил клуб «Атланта Хокс». После завершения карьеры работал на руководящих должностях в миланском клубе и был президентом баскетбольной федерации Италии. Его сын Андреа Менегин (род. 1974) также был известным баскетболистом, в 1999 году он выиграл чемпионат Европы в составе национальной сборной.
Дино Менегин провёл 271 игру в составе национальной сборной Италии, за которую он выступал с 1969 по 1984 годы. Он принимал участие в четырёх Олимпийских играх (1972, 1976, 1980, 1984), двух чемпионатах мира (1970, 1978) и восьми чемпионатах Европы (1969, 1971, 1973, 1975, 1977, 1979, 1981, 1983). Он выигрывал чемпионат Европы в 1983 году и серебряные медали Олимпийских игр 1980 года, в 1971 и 1975 годах становился бронзовым призёром чемпионов Европы.

## Достижения
- Победитель Кубка европейских чемпионов (7): 1970, 1972, 1973, 1975, 1976, 1987, 1988
- Победитель Кубка обладателей кубков (2): 1967, 1980
- Победитель Межконтинентального кубка (3): 1970, 1973, 1987
- Чемпион Италии (12): 1969—1971, 1973, 1974, 1977, 1978, 1982, 1985—1987, 1989
- Победитель Кубка Италии (6): 1969—1971, 1973, 1986, 1987
- Лучший европейский баскетболист года Euroscar: 1983
- Лучший европейский баскетболист года Mr Europa (2): 1980, 1983
- Включён в число 50 человек, внёсших наибольший вклад в развитие Евролиги: 2008
- Включён в Зал славы баскетбола: 2008
- Включён в Зал славы ФИБА: 2010
- Награждён орденом «За заслуги перед Итальянской Республикой»: 2005